# (10249) Harz
(10249) Harz ist ein Asteroid des Hauptgürtels, der am 1. Mai 2003 nach dem deutschen Mittelgebirge Harz benannt wurde. Er wurde am 17. Oktober 1960 von Cornelis Johannes van Houten, Ingrid van Houten-Groeneveld und Tom Gehrels am Palomar-Observatorium (IAU-Code 675) in Kalifornien entdeckt.